# Кокань
Кокань, Кокані (рум. Cocani) — село у повіті Димбовіца в Румунії. Входить до складу комуни Креведія.
Село розташоване на відстані 26 км на північний захід від Бухареста, 47 км на південний схід від Тирговіште, 116 км на південь від Брашова.

## Населення
За даними перепису населення 2002 року у селі проживали 562 особи, усі — румуни. Усі жителі села рідною мовою назвали румунську.